# Rihito Yamamoto
Rihito Yamamoto (jap. 山本 理仁; ur. 12 grudnia 2001 w Sagamiharze w prefekturze Kanagawa) – japoński piłkarz grający na pozycji pomocnika w belgijskim klubie Sint-Truidense VV. Młodzieżowy reprezentant Japonii. Uczestnik Letnich Igrzysk Olimpijskich 2024 w Paryżu.

## Sukcesy

### Japonia U-23
- Mistrzostwo Azji U-23: 2024
- Trzecie miejsce Pucharu Azji U-23: 2022(inne języki)